# Alfred Adler
Alfred Adler, född 7 februari 1870 i Wien, Österrike-Ungern, död 28 maj 1937 i Aberdeen, Skottland (i exil), var en österrikisk läkare och psykolog, grundare av individualpsykologin, med teorier om bland annat mindervärdeskomplex. För övrigt var han den som myntade ordet livsstil.

## Biografi
1902 träffade han Sigmund Freud och de grundade Wiens Psykoanalytiska Förening, med Adler som ordförande. Senare skulle Adler, i likhet med Carl Gustav Jung, ta avstånd från vissa av Freuds mest centrala teorier. Adler var mer än Freud påverkad av Friedrich Nietzsche. 1912 skrev Adler Über den nervösen Charakter.  
Adler var till skillnad från Freuds psykosexuella fokus, inriktad på livsstilar, aggressionen och maktbegäret. Han förklarade neurotiska störningar i ljuset av kompensation för mindervärdeskomplex, vilket tar sig uttryck i orealistiska mål. Denna dynamik skulle man bara kunna stoppa genom att patienten fick insikt i sin egen logik.
Han var emot att analytikern satt bakom patienten medan denna låg på en soffa. Adlers förståelse av terapi var en emancipatorisk akt, där patient och analytiker sitter mitt emot varandra och för en konversation som bygger på respekt. Patienten rotar inte bara i sin barndom utan försöker också att förstå efter vilken sorts dynamik hen lever i nutiden. Analytikern försöker att analysera hur patientens "livsstil" fungerar. Med det menar han logiken och mönstret som leder till patientens handlingar. Vad vinner hen genom sitt beteende? Vad är hen rädd för? Vilket ideal försöker hen att skydda? 
För Adler var det viktigt hur föräldrarna interagerar med varandra. Kvinnans emancipation spelade en stor roll för honom i detta sammanhang. Också viktigt i hans ögon var ställningen i syskonskaran. Syskon utvecklar olika talanger och problembeteende beroende på om de blir är äldst, mellanbarn eller yngst. Adler hänvisade till att man ej får försumma eller skämma bort barn, utan ska respektera och förstå dem, men också se till att de anstränger sej, blir modiga och utvecklar gemenskapskänsla. Han sa: "Att älska sina barn är alltid nyttigt, förutom om man inte älskar alla barn lika mycket." Framförallt tänkte han på flickor som oftast inte fick samma uppmärksamhet och möjligheter som pojkar.
Gemenskapskänsla var ett centralt begrepp för Alfred Adler. Man kan inte bli lycklig, om man ej känner gemenskapskänsla emot sina medmänniskor, var han övertygad om. Till en kvinna, som konsulterade honom en dag, sa han: "Jag har ett botemedel för din olycka. Men det kommer inte att vara lätt för dej att följa mitt råd. Men om du klara av läxan, så kan jag med säkerhet säga, att du kommer att bli lycklig: En gång om dagen ska du utföra en handling som bara är nyttig för en annan person."
Alfred Adler utgick från att människor blir lyckliga om de kan lösa de "tre livsuppgifterna": kärlek, arbete och gemenskap. Eftersom han trodde att vuxna oftast var för neurotiska för att lätt kunna lära sig gemenskapskänsla, byggde han upp rådgivningsbyråer för föräldrar i hela Wien. Sedan planerade han de första statliga förskolorna i Wien tillsammans med den socialistiska regeringen. Där fick barnen nyttig mat, lärdomar men också sjukvård. Förskolehusen var byggda för detta ändamål och hade stora trädgårdar med vattenspel, stora låga fönster och utbildad personal. På det sättet skulle man bygga ett nytt samhälle, där människor är medmänniskor, hoppades Adler.
Adler var enormt populär. När han höll tal på folkhögskolorna i Wien strömmade människorna in och stod i rad ända ut på gatan för att lyssna på honom.
Med nationalsocialisterna tog den epoken slut. 
Alfred Adler flydde till USA, lärde sig engelska och tog körkort, eftersom han ville nå ut till så många som möjligt. I USA blev han varmt välkomnad.
Han dog redan 1937 i Aberdeen i Skottland, och kunde inte sprida sina tankar med samma intensitet som många av hans kollegor klarade av att göra. 
Han hade ofta sagt: "För mej är det inte viktigt att mitt namn överlever, utan att mina tankar överlever." Och det var också vad som inträffade. Fast han grundade så viktiga begrepp som mindervärdeskomplex, uppfann den idag självklara samtalsterapin, analyserade hur familjekonstellation och familjedynamik influerar barn och postulerade att inte bara det förflutna utan också framtiden ska spela en roll i terapin, är han idag nästan bortglömd. Hans idéer kan man dock finna i varje modern terapiform.

## Eftermäle
Asteroiden 11519 Adler är uppkallad efter honom.